# Harald Menzel

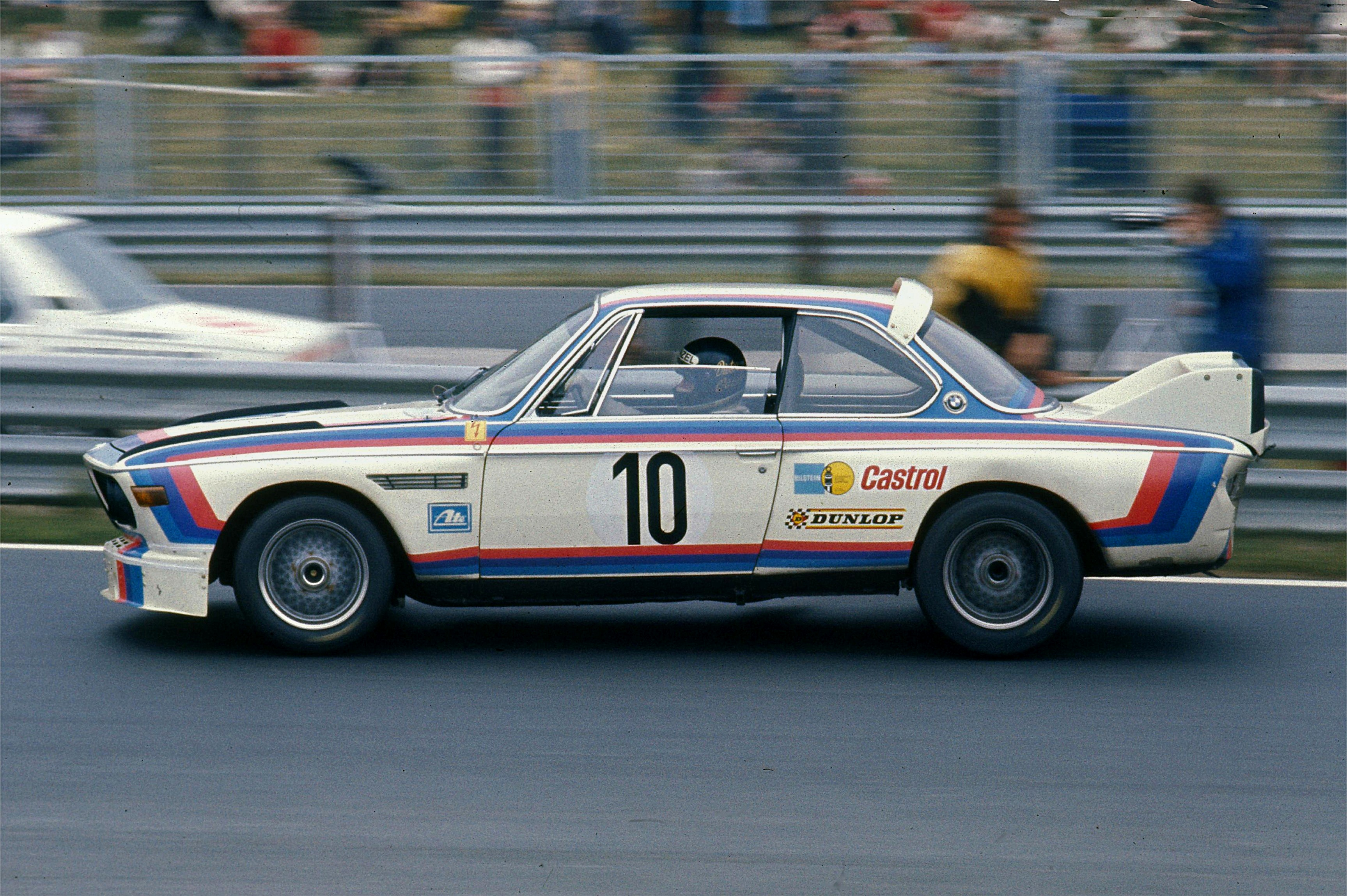
Der von Harald Menzel beim 6-Stunden-Rennen auf dem Nürburgring 1973 gefahrene BMW 3.0 CSL

Harald Menzel (* 1948) ist ein ehemaliger deutscher Autorennfahrer und heutiger Unternehmer.

## Karriere
Harald Menzel startete seine Rennsport-Karriere Ende der 1960er-Jahre als Privatfahrer im Tourenwagensport. Mit einem Fiat-Abarth 1000 TC wurde er 1969 hinter Dieter Glemser in der Deutschen Automobil-Rundstrecken-Meisterschaft (DARM) Vize-Meister. Dies war sein größter Rennsporterfolg. Danach wechselte er in das Zakspeed-Team und fuhr dort zusammen mit Willi Sommer auf einem Ford Escort 1300 in der Deutschen Rundstrecken-Meisterschaft und ab 1972 mit einem Ford Escort RS 1600 in der nachfolgenden Deutschen Rennsport-Meisterschaft (DRM).
Nach seinen fünf Siegen 1972 in der 2. Division der DRM und dem 5. Platz in der Gesamtwertung wechselte Menzel zur BMW-Motorsport GmbH. Mit einem BMW 3.0 CSL fuhr er 1973 in der 1. Division drei Siege heraus. Am Ende der Saison belegte er den 4. Rang der Gesamtwertung und erreichte damit seine beste DRM-Gesamtplatzierung. Danach beendete er seine Laufbahn.
Nach seiner Karriere übernahm Menzel das elterliche Fiat-Autohaus in Dannenberg, das später eine Renault-Vertretung wurde.